# Eddie Nolan
Eddie Nolan (Waterford, 5 agosto 1988) è un ex calciatore irlandese, di ruolo difensore.

## Carriera

### Club
Dopo la sua prima stagione nelle giovanili del Blackburn, Nolan è diventato regolarmente un componente della squadra riserve dei Rovers. Ha debuttato in Coppa UEFA il 13 dicembre 2006 in Blackburn-Nancy (1-0), sostituendo al 28' Andy Todd.
Il 19 marzo 2007 si è trasferito in prestito allo Stockport County firmato un contratto della durata di un mese. Dopo altri due mesi di prestito all'Hartlepool United è ritornato al Blackburn nel gennaio 2008.
Il 6 ottobre 2008 viene ceduto in prestito al Preston che il 2 gennaio 2009 lo ha ingaggiato a titolo definitivo.

### Nazionale
Nolan ha collezionato 12 presenze in Nazionale irlandese Under-21 di cui è stato anche capitano. Ha disputato le qualificazioni per l'Europeo Under-21 2009.

## Statistiche

### Cronologia presenze e reti in nazionale
| Cronologia completa delle presenze e delle reti in nazionale ― Irlanda | Cronologia completa delle presenze e delle reti in nazionale ― Irlanda | Cronologia completa delle presenze e delle reti in nazionale ― Irlanda | Cronologia completa delle presenze e delle reti in nazionale ― Irlanda | Cronologia completa delle presenze e delle reti in nazionale ― Irlanda | Cronologia completa delle presenze e delle reti in nazionale ― Irlanda | Cronologia completa delle presenze e delle reti in nazionale ― Irlanda | Cronologia completa delle presenze e delle reti in nazionale ― Irlanda |
| Data                                                                   | Città                                                                  | In casa                                                                | Risultato                                                              | Ospiti                                                                 | Competizione                                                           | Reti                                                                   | Note                                                                   |
| ---------------------------------------------------------------------- | ---------------------------------------------------------------------- | ---------------------------------------------------------------------- | ---------------------------------------------------------------------- | ---------------------------------------------------------------------- | ---------------------------------------------------------------------- | ---------------------------------------------------------------------- | ---------------------------------------------------------------------- |
| 29-5-2009                                                              | Londra                                                                 | Nigeria                                                                | 1 – 1                                                                  | Irlanda                                                                | Amichevole                                                             | -                                                                      |                                                                        |
| 12-8-2009                                                              | Limerick                                                               | Irlanda                                                                | 0 – 3                                                                  | Australia                                                              | Amichevole                                                             | -                                                                      | 63’                                                                    |
| 8-9-2009                                                               | Limerick                                                               | Irlanda                                                                | 1 – 0                                                                  | Sudafrica                                                              | Amichevole                                                             | -                                                                      |                                                                        |
| Totale                                                                 |                                                                        | Presenze                                                               | 3                                                                      |                                                                        | Reti                                                                   | 0                                                                      |                                                                        |